# Walfried Winkler

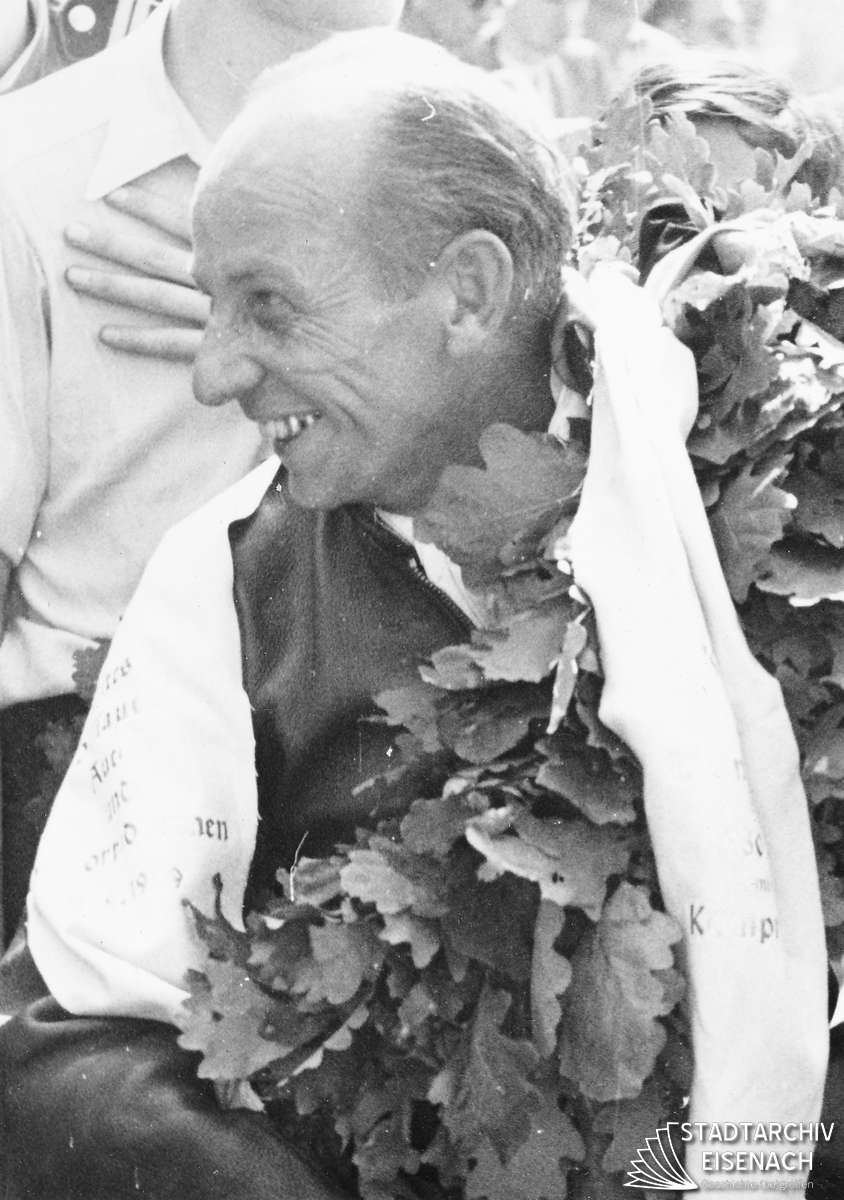
Walfried Winkler (1949)

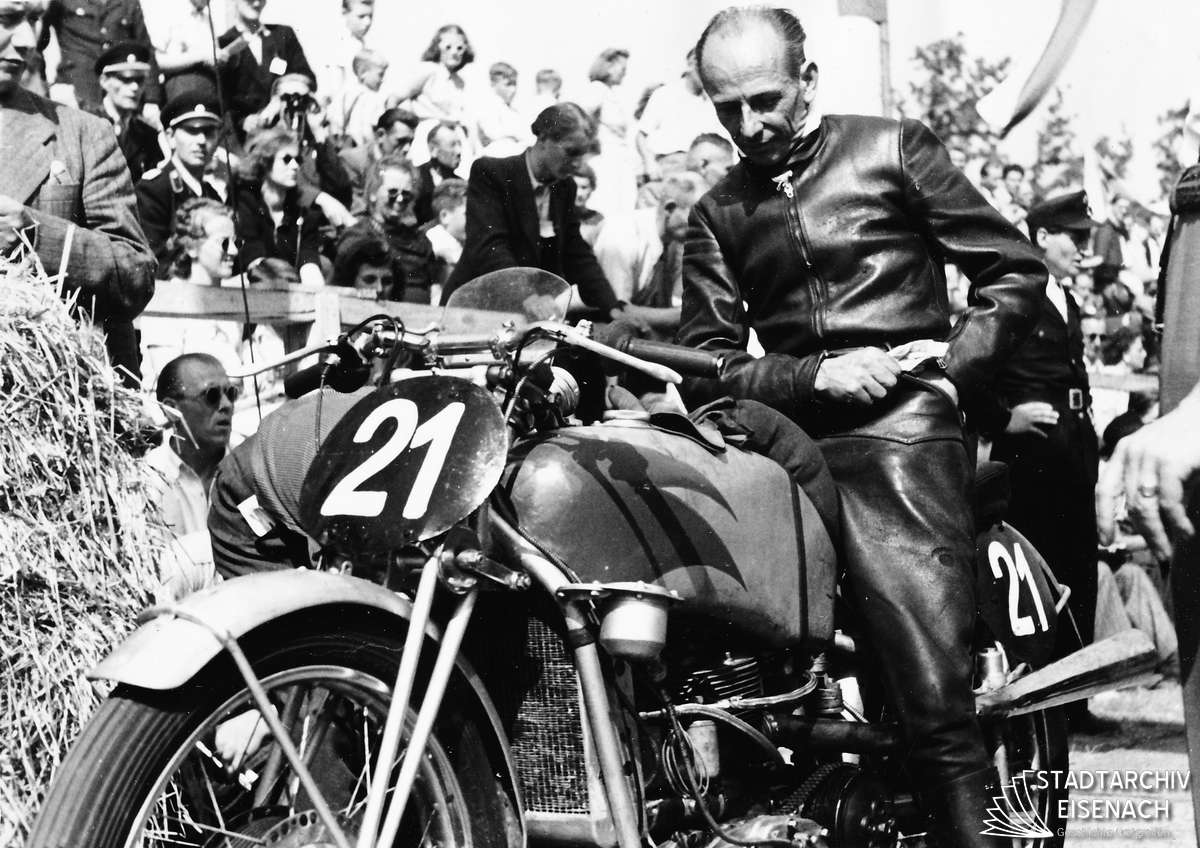
Winkler 1949 auf 250-cm³-DKW

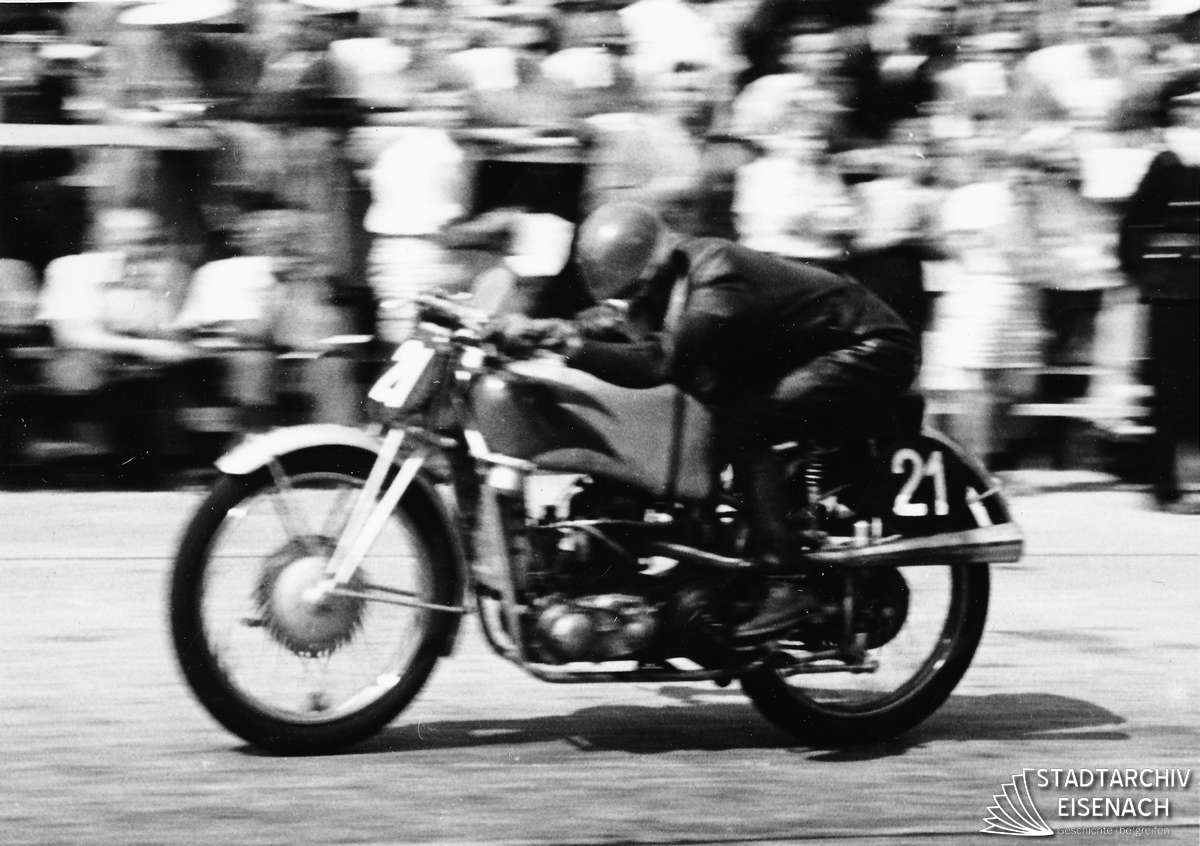
Winkler 1949 auf 250-cm³-DKW

Walfried Winkler (* 17. März 1904 in Chemnitz; † 14. Januar 1982 in Heßdorf bei Erlangen) war ein deutscher Motorrad- und Automobilrennfahrer.
Winkler war einer der erfolgreichsten deutschen Motorradrennfahrer vor dem Zweiten Weltkrieg. Er wurde 1934 Europameister in der Klasse bis 250 cm³, gewann vier Deutsche Straßenmeisterschaften, die Internationale Sechstagefahrt, wurde zweimal Deutscher Zementbahn- und einmal Deutscher Bergmeister.
Während seiner gesamten Karriere startete er für DKW und konnte mit deren Zweitakt-Rennmotorrädern die Viertakt-Konkurrenz oftmals deklassieren.

## Karriere
Walfried Winkler wurde in jungen Jahren von einem einflussreichen väterlichen Freund gefördert, der ihm eine DKW-Rennmaschine und auch Startmöglichkeiten verschaffte. 1925 bekam er dank guter Leistungen seine erste DKW-Werksmaschine. In der Folgezeit entwickelte sich Winkler zu einem Spitzenfahrer und trug dazu bei, dass die Marke DKW, die wenige Kilometer von seiner Heimatstadt Chemnitz entfernt in Zschopau ansässig war, weltweit bekannt wurde. 1927 gewann Winkler in der 250-cm³-Klasse auf DKW ORe 250 seine erste Deutsche Meisterschaft und verteidigte diesen Titel im folgenden Jahr erfolgreich.
Die Saison 1934 war die erfolgreichste in Winklers aktiver Laufbahn. Mit dem Sieg bei der Dutch TT, die im niederländischen Assen ausgetragen wurde, sicherte er sich den Europameistertitel in der Klasse bis 250 cm³. Außerdem wurde er erneut Deutscher Meister in dieser Hubraumklasse.
1935 gewann Winkler zusammen mit seinen langjährigen DKW-Stallgefährten Ewald Kluge und Arthur Geiss in Oberstdorf im Allgäu die Silbervase bei der 17. Internationalen Sechstagefahrt. 1938 wurde er auf einer 350er-DKW zum vierten Mal Deutscher Meister. Im gleichen Jahr nahm er auch an der Nachwuchsfahrerprüfung der Auto-Union-Rennabteilung auf dem Nürburgring teil, wurde aber wegen seiner hageren Statur nicht für fähig gehalten, eine ganze Renndistanz in einem der schweren Grand-Prix-Wagen zu absolvieren.
Winkler stellte zahlreiche Weltrekorde auf, vor allem mit der 175-cm³-DKW. Insgesamt gelangen ihm in seiner Karriere mehr als 200 Rennsiege.
Auch nach dem Zweiten Weltkrieg und mehrjähriger Internierung im Speziallager Nr. 1 Mühlberg bestritt Winkler auf einer ehemaligen 250er Werksmaschine zahlreiche Rennen in Ost- und Westdeutschland. Im Herbst 1950 verließ er seine sächsische Heimat und ging nach Westdeutschland, wo er in Nürnberg bei Victoria arbeitete und 1952 die Leitung der Geländesportabteilung übernahm.
1957, nachdem die Geländesportabteilung bei Victoria aufgelöst worden war, ging Winkler zu Porsche und arbeitete dort in der Versuchsabteilung, in der er auch an der Entwicklung des ersten Porsche 911 mitwirkte. Trotz seines inzwischen fortgeschrittenen Alters nahm er an einigen Rennveranstaltungen teil und bestritt 1958 zusammen mit Herbert Linge auf Porsche 550 Spyder das 1000-Kilometer-Rennen auf dem Nürburgring. In den folgenden Jahren startete Winkler mehrmals bei der über 1000 Kilometer führenden Tour d’Europe.
1969 ging er in den Ruhestand, blieb aber dem Rennsport bis zu seinem Tod im Jahr 1982 verbunden.

## Statistik

### Erfolge
- 1927 – Deutscher 250-cm³-Meister auf DKW
- 1928 – Deutscher 250-cm³-Meister auf DKW
- 1934 – 250-cm³-Europameister auf DKW
- 1934 – Deutscher 250-cm³-Meister auf DKW
- 1935 – Gewinn der Silbervase bei der Internationalen Sechstagefahrt auf DKW
- 1938 – Deutscher 350-cm³-Meister auf DKW

### Einzelergebnisse in der Sportwagen-Weltmeisterschaft
| Saison | Team          | Rennwagen   | 1   | 2   | 3   | 4   | 5   | 6   |
| ------ | ------------- | ----------- | --- | --- | --- | --- | --- | --- |
| 1958   | Herbert Linge | Porsche 356 | BUA | SEB | TAR | NÜR | LEM | RTT |
| 1958   | Herbert Linge | Porsche 356 | 13  |     |     |     |     |     |

## Schriften
- Rennerlebnisse – Renngeheimnisse. Auf der Rennmaschine durch zwei Jahrzehnte. Belser-Verlag, Stuttgart 1944.